# Poa bulbosa
Espèce
Poa bulbosa, le pâturin bulbeux, est une espèce de plantes monocotylédones de la famille des Poaceae, sous-famille des Pooideae, originaire des régions tempérées de l'Ancien Monde.
Ce sont des plantes herbacées, vivaces, très cespiteuses, aux tiges pouvant atteindre de 10 à 40 cm de haut. L'espèce doit son nom à la base des tiges renflées en forme de bulbes. Il en existe une forme (variété Poa bulbosa var. vivipara Koeler) dans laquelle certains épillets, voire tous, se transforment, par un phénomène de prolifération, en bulbilles permettant une propagation végétative. 

## Liste des sous-espèces, variétés et formes
Selon Tropicos (25 septembre 2013) (Attention liste brute contenant possiblement des synonymes) :
- sous-espèce Poa bulbosa proles bulbosa
- Poa bulbosa proles pseudoconcinna (Schur) Asch. & Graebn.
- Poa bulbosa subsp. badensis (Haenke ex Willd.) Beck
- Poa bulbosa subsp. bulbosa
- Poa bulbosa subsp. concinna Hayek
- Poa bulbosa subsp. crispa (Thuill.) Tzvelev
- Poa bulbosa subsp. delicatula (Wilhelms ex Tzvelev) Tzvelev
- Poa bulbosa subsp. nevskii (Roshev. ex Ovcz.) Tzvelev
- Poa bulbosa subsp. perligulata H. Scholz
- Poa bulbosa subsp. pseudoconcinna (Schur) Domin
- Poa bulbosa subsp. sinaica (Steud.) Tzvelev
- Poa bulbosa subsp. timoleontis (Heldr. ex Boiss.) Hayek
- Poa bulbosa subsp. vivipara (Koeler) Arcang.
- Poa bulbosa subvar. calcicola (Schur) Asch. & Graebn.
- Poa bulbosa subvar. erubescens Asch. & Graebn.
- Poa bulbosa subvar. praecox (Borbás) Asch. & Graebn.
- Poa bulbosa subvar. umbrosa (Schur) Asch. & Graebn.
- Poa bulbosa var. adulterina Asch. & Graebn.
- Poa bulbosa var. bulbosa
- Poa bulbosa var. calcicola Schur
- Poa bulbosa var. colorata Hack. ex Asch. & Graebn.
- Poa bulbosa var. concinna Beck
- Poa bulbosa var. elanata Stapf
- Poa bulbosa var. eragrostoides Borbás
- Poa bulbosa var. glabriflora Roshev.
- Poa bulbosa var. hackelii (Post) Feinbrun
- Poa bulbosa var. leucoglossa Velen.
- Poa bulbosa var. praecox (Borbás) K. Richt.
- Poa bulbosa var. psammophila (Schur) Asch. & Graebn.
- Poa bulbosa var. umbrosa Schur
- Poa bulbosa var. vivipara Borkh.
- Poa bulbosa var. vivipara Koeler
- Poa bulbosa f. briziformis (Batt. & Trab.) Maire
- Poa bulbosa f. patens Roshev.
- Poa bulbosa f. vivipara (Koeler) Maire